# 米糠油
米糠油，又稱米油、稻米油、玄米油，是食油的一種，以糙米加工成白米时脱去的米糠煉製。
米糠油色澤淡黃，沸點達254°C，適合炒及炸之用。米糠油有八成不飽和脂肪酸（單元不飽和脂肪酸占47%，多元不飽和脂肪酸占33%），加上有豐富維生素E及谷维素等其他抗氧化物，因此被認為是健康的食用油。米糠油屬於不飽和度高的食用油，一般適合用來炒菜，油煙少也較不油膩。高品質的米糠油還可直接飲用，且可用來做涼拌菜。
米糠油主要在東亞，例如日本及中國使用。但由於其精煉過程複雜且成本高昂，因此一直未有普及。

## 食安事件
- 混入多氯聯苯的糙米油，曾造成的米糠油中毒事件